# Alfred Sponer
Alfred Sponer (* 5. Jänner 1937 in Wien; † 25. März 2008 in Judenburg) war ein österreichischer Krankenkassenbeamter und Politiker (SPÖ). Vom 6. April 1970 bis zum 18. Oktober 1991 gehörte er dem steirischen Landtag in fünf aufeinanderfolgenden Gesetzgebungsperioden als Landtagsabgeordneter an.

## Leben
Alfred Sponer wurde am 5. Jänner 1937 in Wien geboren und war nach seiner abgeschlossenen Schulausbildung und einer Lehre als Glaser und Feinschleifer zuerst bei der Glaserei Prebio in Judenburg und ab 1955 als Werkzeugschleifer in der ÖBB-Hauptwerkstätte in Knittelfeld beschäftigt. Danach widmete er sich ab 1960 einer gänzlich anderen Branche, als er zur Steiermärkischen Gebietskrankenkasse in Judenburg wechselte und dort je nach Quellenlage entweder 1967 oder 1973 zum Außenstellenleiter aufstieg. Diese Stelle hatte er daraufhin bis zu seiner Pensionierung inne.
Bereits in seiner Jugend engagierte sich Sponer sozialdemokratisch und gehörte dem Stadtparteiausschuss der Judenburger SPÖ an. Weiters war er Mitglied in höchsten Gremien der SPÖ in Judenburg sowie im oberen Murtal, wofür er im Jahre 1985 die Goldene Ehrennadel erhielt. Im Zuge der Landtagswahl 1970 schaffte Sponer den Einzug als Abgeordneter in den steirischen Landtag, dem er in weiterer Folge bis zum 18. Oktober 1991 in fünf aufeinanderfolgenden Gesetzgebungsperioden (VII., VIII., IX., X. und XI.) angehörte und damit einer der am längsten amtierenden Landtagsabgeordneten in der Geschichte der steirischen Sozialdemokratie war. In seinen über 21 Jahren im steirischen Landtag bekleidete Sponer eine Reihe von Funktionen und war beispielsweise Obmann im Sozial- und Infrastrukturausschuss oder auch Obmannstellvertreter im Ausschuss für Gesundheit und Umweltschutz.
Im Laufe seines jahrzehntelangen Wirkens setzte er sich für sozial Schwache ein, was ihm in der Bevölkerung über alle Parteigrenzen hinweg Ansehen einbrachte. So war er bis in die 1990er auch in der Bezirksvertretung der Volkshilfe aktiv, ehe er seine leitende Funktion an Ernst Korp übergab.
Am 25. März 2008 starb Sponer im Alter von 71 Jahren in seiner langjährigen Heimatstadt Judenburg. Er hinterließ seine Ehefrau Waltraud, die er 1960 geheiratet hatte, sowie zwei gemeinsame Kinder.